# Boutiqueförstärkare
Boutiqueförstärkare är en samlingsterm för alla typer av instrumentförstärkare (oftast för gitarr) som vanligtvis är handbyggda, med avsikt att vara mycket bättre än den massproducerade sorten som erbjuds av stora företag. I de flesta fall återspeglas detta i priset. Ibland är de kloner av äldre designer, ofta med mindre förbättringar eller ändringar i layout eller kretsdesign, men ibland har de helt ny design. 
Termen boutique kan även användas om effektpedaler, bland annat av märket Analog Man. 

## Historia
Företaget Mesa Boogie med huvudkontor i Kalifornien kan hävda att det kanske är det tidigaste företaget som började tillverka boutiqueförstärkare. Deras Mark-serie från sent 1960-tal, som baserades på Fender Princeton med vissa förbättringar, gav snabbt ett gott rykte för både ton och volym, och användes bland annat av Carlos Santana.
Sedan tillkomsten av boutiqueförstärkare har större företag släppt återutgivningar av sina klassiska modeller. 
Boutiqueförstärkare av märket Dumble Amplifiers sägs vara de dyraste boutiqueförstärkarna på begagnatmarknaden, och priserna har stigit snabbt. 2012 beskrev musiktidningen Vintage Guitar förstärkaren Dumble Overdrive Special som den mest värdefulla i produktlinjen, där begagnade förstärkare kostar mellan 70 000 och 150 000 dollar. Andra exemplar har sålts för mer.

## Vanliga egenskaper
Några vanliga egenskaper hos boutiqueförstärkare inkluderar punkt-till-punktlödningar, tunga chassier, NOS-vakuumrör och avancerade elektroniska delar och högtalare.